# Canal Mar Branco–Báltico

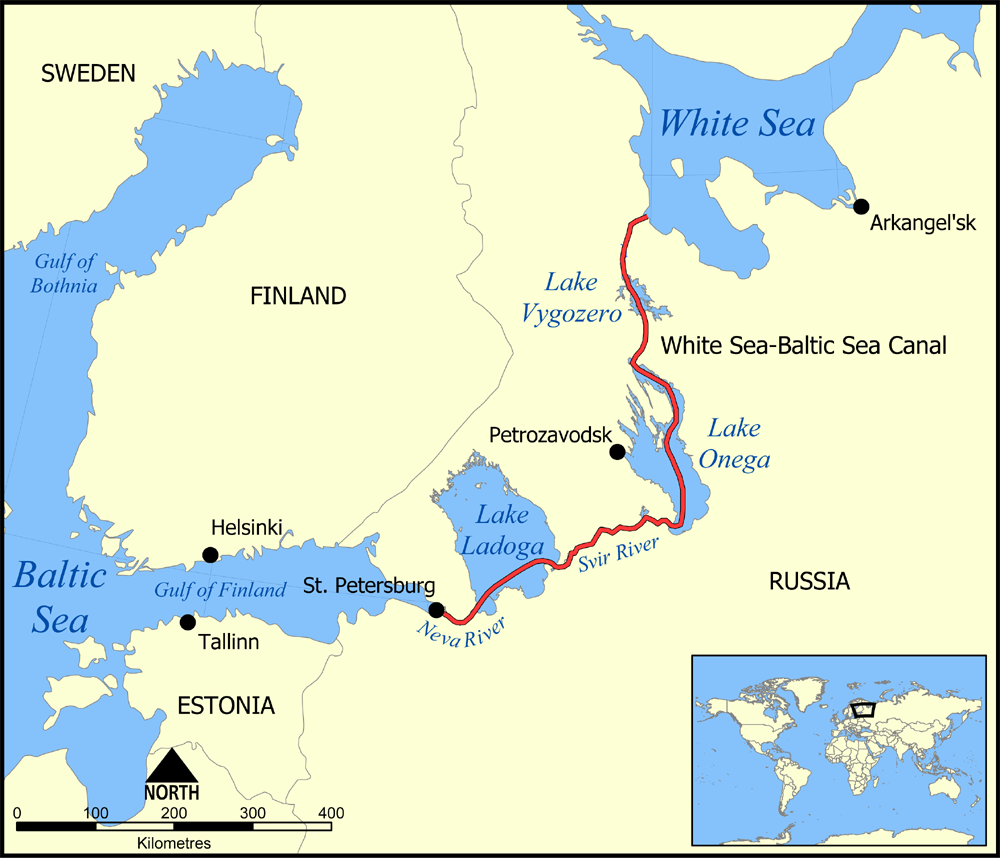
Mapa do canal Mar Branco-Mar Báltico.

O Canal Mar Branco–Mar Báltico (em russo:  Беломорско-Балтийский канал - Belomorsko-Baltíyskiy kanal (BBK) é um canal de navegação para navios que une o mar Branco com o mar Báltico perto de São Petersburgo. Foi inaugurado em 2 de agosto de 1933. O seu nome original era Belomorsko-Baltíyskiy kanal ímeni Stálina, "Canal Mar Branco-Mar Báltico em nome de Estaline" e é conhecido pela abreviatura Belomorkanal. Construído por prisioneiros do gulag, a sua realização custou a vida, segundo V. N. Zemskov, a 22 000 pessoas e segundo Applebaum a cerca de 60 000 prisioneiros . A mortalidade estimada é de aproximadamente 8,7%. Muitos mais ficaram doentes ou feridos.
O canal estende-se ao longo de vários rios e dois grandes lagos, o lago Onega e o lago Vyg. O seu comprimento total é de 227 km. Na atualidade, a sua utilidade económica é limitada, devido à pouca profundidade (c. quatro metros, muitas vezes 3,60 m) que impede os barcos de grande calado de o utilizarem.
O canal tem cinco barragens e 19 eclusas. 

## Construção

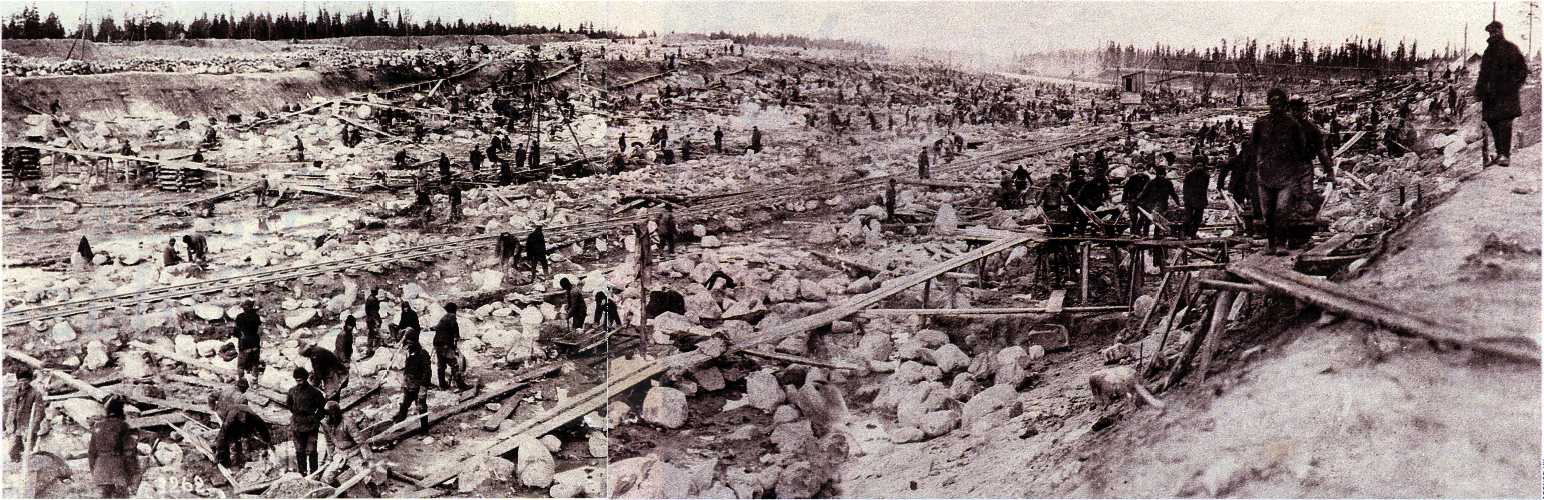
Construção do canal no verão de 1932

A construção iniciou-se em 1931 e durou 20 meses, praticamente sem meios mecanizados, sendo dirigida por Naftaly Frenkel. Para aumentar a mão de obra, trouxeram-se prisioneiros do campo de trabalhos forçados da ilhas Solovetsky, no mar Branco.
A União Soviética apresentou o canal como um grande êxito do primeiro plano quinquenal.
Os soviéticos retrataram o projeto como prova da eficiência do Gulag. De facto, o canal constituiu o primeiro projeto importante feito com mão de obra dos campos de trabalho do Gulag. Estima-se que poderão ter trabalhado nela 150 000 detidos, com o intuito de "reeducar os criminosos através de trabalhos corretivos". Cartazes de propaganda agitprop eram usados para motivar os prisioneiros durante a construção. Afirmavam "Soldado do exército do canal! O calor do teu trabalho irá derreter a tua pena de prisão!
Uma visita cuidadosamente preparada e ocorrida em agosto de 1933 ao recém-inaugurado canal escondeu o pior da brutalidade a um grupo de 120 escritores e artistas russos, a chamada "Brigada dos Escritores", que incluiu Maxim Gorky, Aleksey Nikolayevich Tolstoy, Viktor Shklovsky e Mikhail Zoshchenko, que compilaram textos de louvor à obra num volume de 600 páginas O Canal Mar Branco-Báltico de Estaline (em russo:  Беломорско-Балтийский канал имени Сталина), publicado em finais de 1934. 
Entre os muitos prisioneiros célebres que foram obrigados a participar nos trabalhos forçados da construção do canal encontravam-se Mikhail Bakhtin, Varlam Shalamov, Leonid Feodorov e Pavel Florensky.